# Aron Johansson

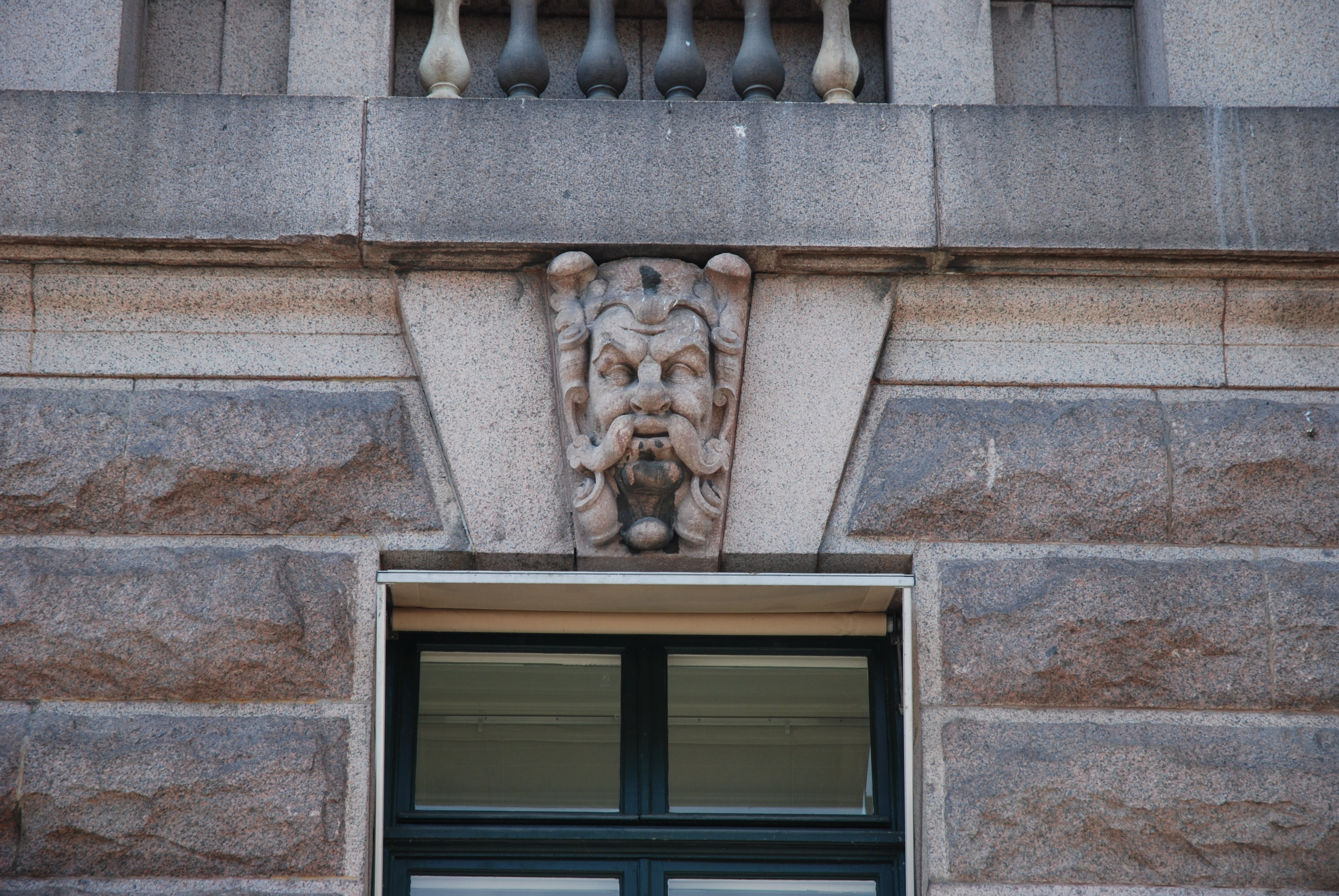
Portrét Arona Johanssona, autorská práce, na východním průčelí budovy švédského parlamentu

Aron Johansson (11. ledna 1860, Ryssby, Småland, Švédsko – 2. dubna 1936, Stockholm) byl švédský architekt.

## Životopis
Jeho otec Johan Swensson, drobný zemědělec v Borsna panství v Tranhult, emigroval s manželkou v roce 1877 do Ameriky. Aron Johansson vystudoval za podpory dvou mecenášů – J. A. Tornérhielma a po jeho smrti  Jamese Dicksona z Göteborgu –  základní školu v Landskrouna, posléze Chalmerskou školu řemesel 1876–1880 a v letech 1881–1884 Královskou Akademii umění, kde získal vyznamenání v podobě královské medaile. V letech 1884–1889 absolvoval studijní cesty do Německa, Francie, Španělska a Itálie, v průběhu posledních tří let s přiznaným státním stipendiem. Aron Johansson se v roce 1890 oženil  s Clarou Herfordt, dcerou ministra F. Herfordta z Berlína.
Roku 1884 získal Johansson práci jako architekt v Överintendentsämbetet a stal se v následujících desetiletích jedním z nejvíce vyhledávaných architektů. V roce 1890 si ho Helgo Zettervall  najal jako asistenta, ale byl to Aron Johansson, který se zasloužil o dokončení projektů. Tyto budovy – Reichstag a Riksbank –  byly postaveny podle Johanssonem lehce upravených návrhů v roce 1892.[ujasnit] Obě budovy byly přijaty rozporuplně, mnoho současníků kritizovalo umístění takových dvou monumentálních staveb do blízkosti Stockholmského paláce. Vlastní Johanssonovy návrhy budov parlamentu a banky vznikly v roce 1894. Základní kámen parlamentu byl položen 13. května 1897 a stavba byla dokončena v roce 1905. Budova banky byla dokončena v roce 1906.
Mezi Johanssonovy stavby patří například Stockholms stads sparbank z roku 1894 postavená ve čtvrti Rosenbad  z žuly a cihel v krásném stylu florentské renesance. Dále lze uvést spořitelnu v Gävle (1900), ze žuly a mramoru, švédskou Övre-Norrland banku v Luleå z roku 1903, státní banku v Kalmar a Starý Riksbankshuset v Karlstadu, stejně jako Starý Riksbankshuset v Örebro. Johansson také navrhl Landsstatens budovy v  Härnösandu v roce 1908 a nové budovy pro Danvikens nemocnici ve Finnboda v Nacka téhož roku. První návrhy tohoto nemocničního komplexu vznikly v roce 1892 a stavba Danvikshem byla dokončena v roce 1915. Johansson navrhl telegrafní domy v několika městech, v letech 1909–19012 například Starou telegrafní stanici na Drottning ulici v Norrköping postavenou v secesním a národně romantickém stylu. V  letech 1916–1917 byl postaven na rohu ulic  Bangårdsgatan a Kungsängsgatan Telco dům v Uppsale. Telegrafní dům v Lundu pro Telegrafverket a telegrafní dům  v Lilla Torgu v Halmstadu byly postaveny v letech 1924–1925. Johansson navrhl také přestavbu telegrafního domu ve Stockholmu a budovy starého parlamentu ve Stockholmu.

## Obrázky

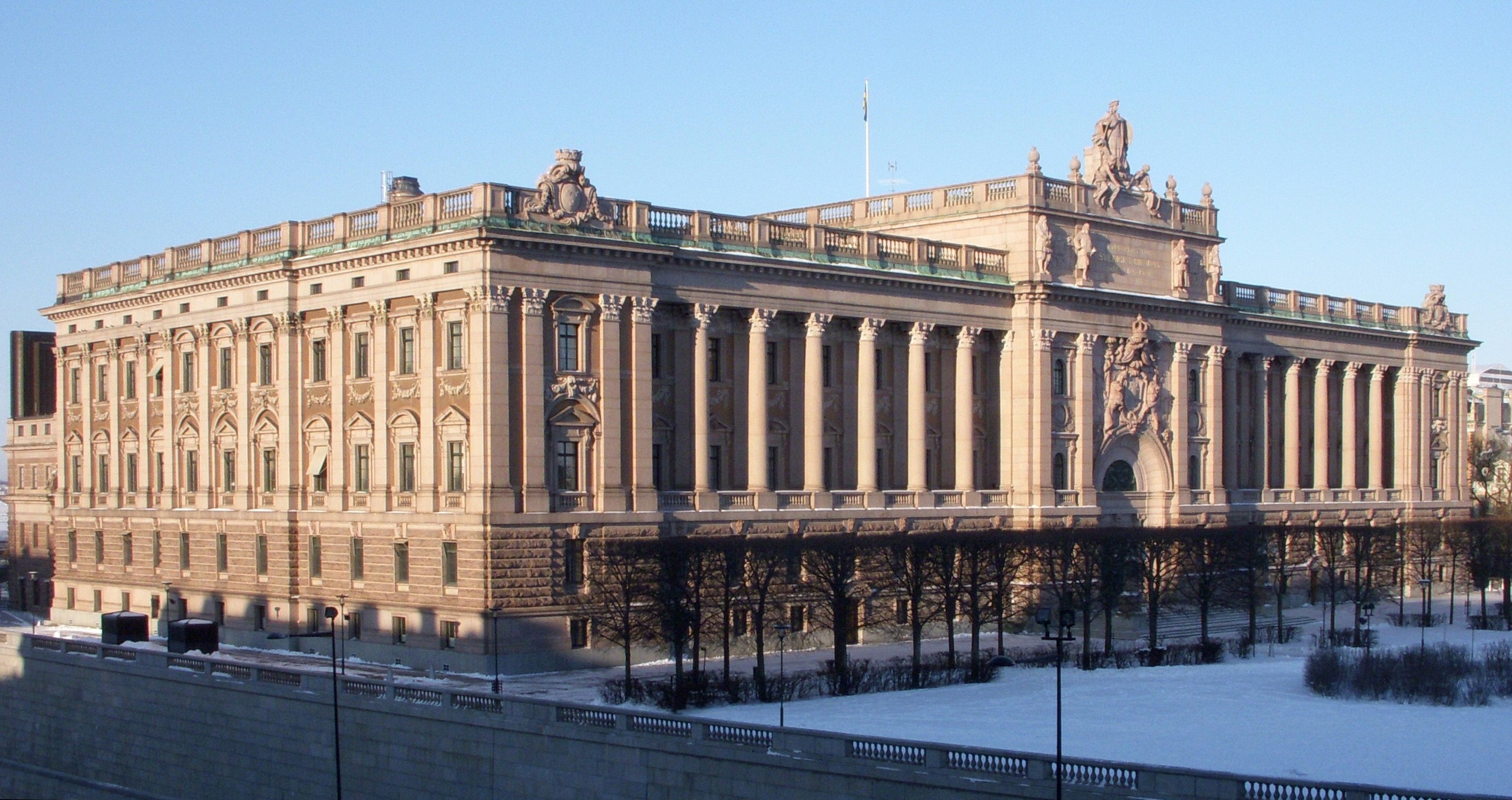
Parlament ve Stockholmu
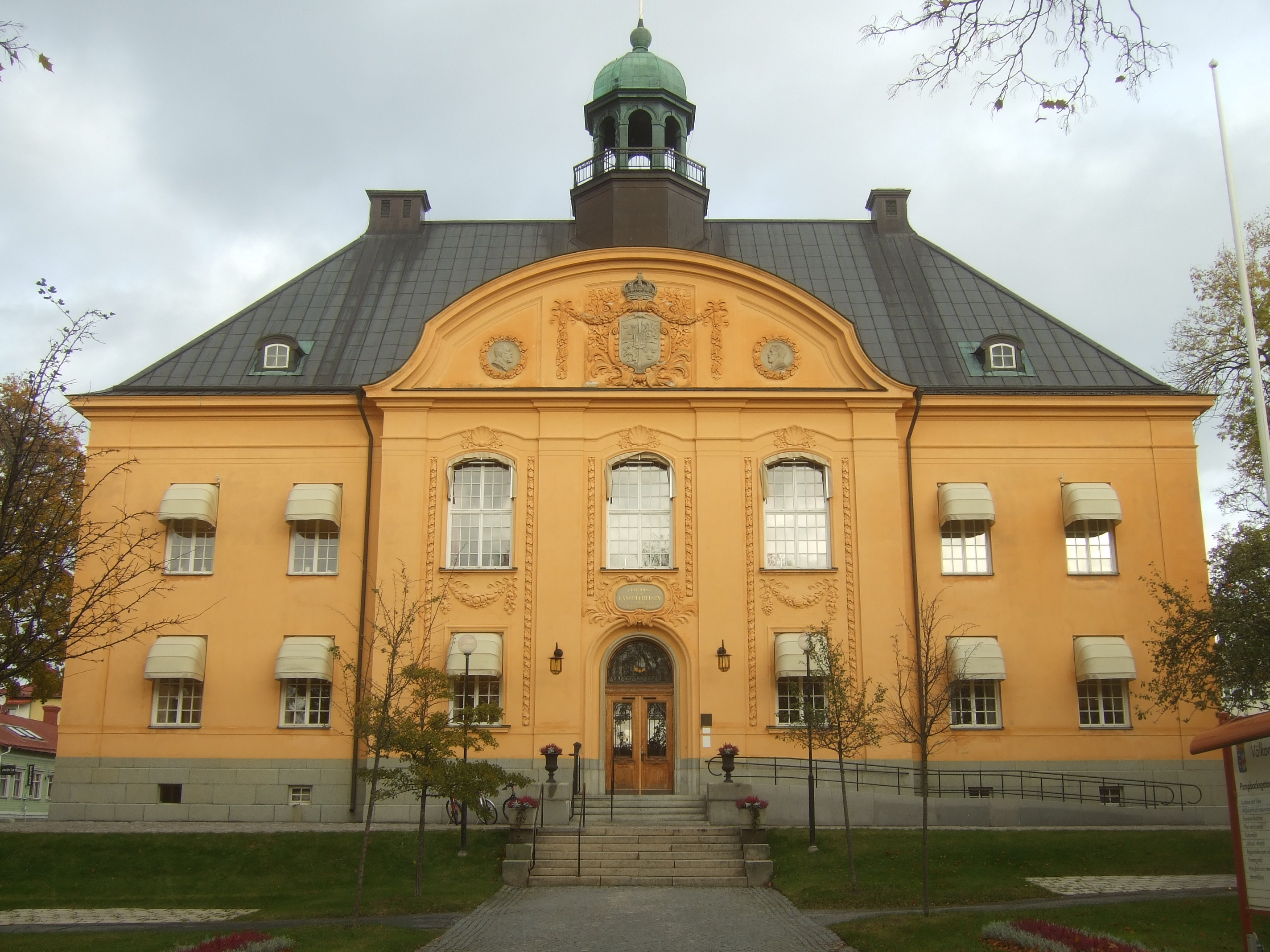
Landstatshuset (Státní dům), Härnösand
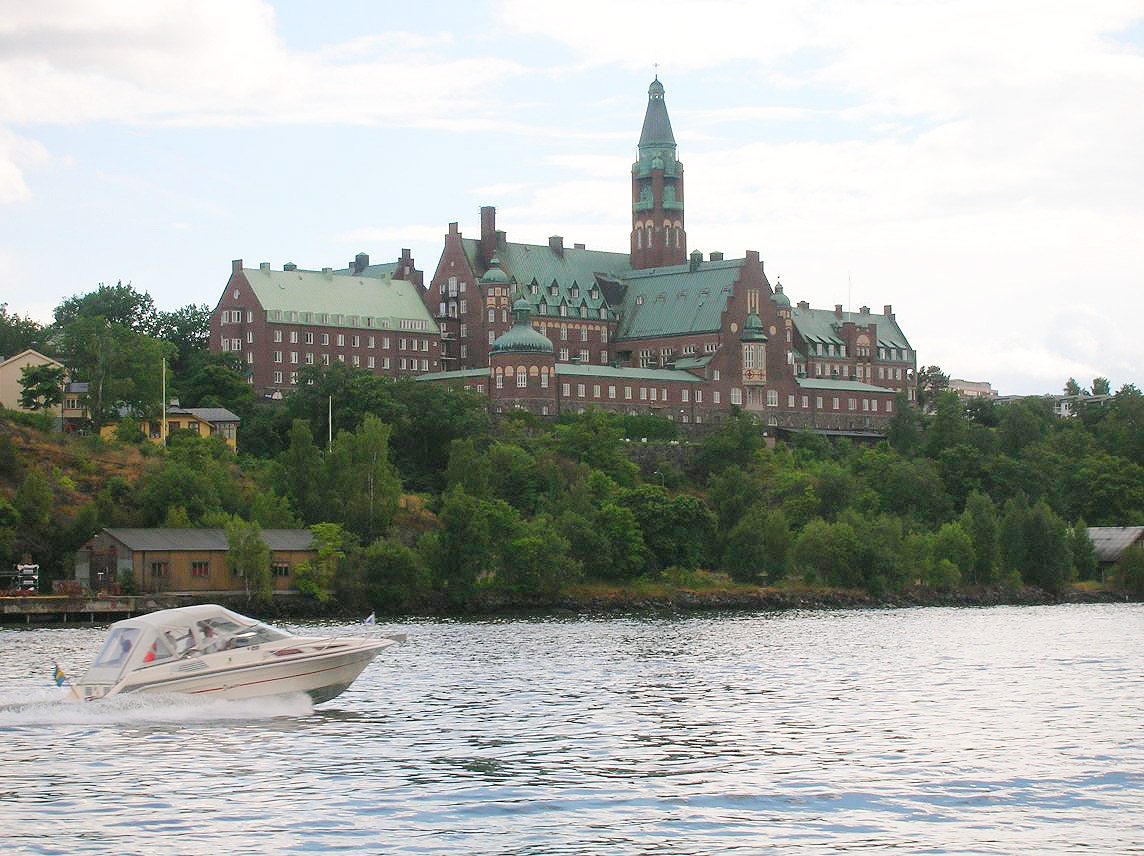
Nemocnice, Nacka
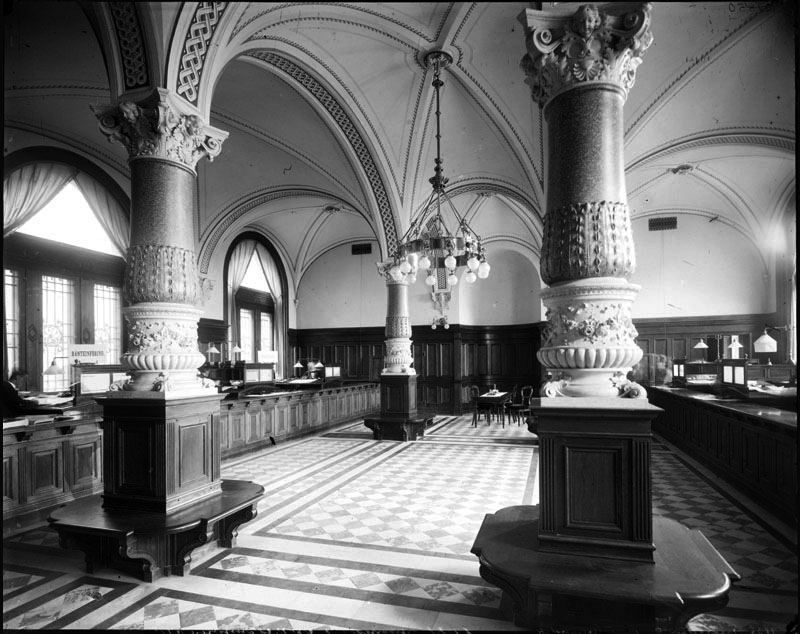
Interiér stockholmské městské spořitelny